# Goliathäger
Goliathäger (Ardea goliath) är en huvudsakligen afrikansk fågel, den största i familjen hägrar.

## Utseende
Goliathägern är en mycket stor häger med en kroppslängd på 135–150 centimeter och en vingbredd på över två meter. Likt gråhägern har den blågrå ovansida av vingarna och vit framhals med svarta längsgående band. Huvudet och baksidan av halsen liksom undersidan är dock rödbrun, benen är svarta och näbben mycket kraftig och svart. Vuxna fåglar har också en rödbrun tofs på bakdelen av hjässan. Ungfågeln saknar denna och är dessutom blekare i färgerna.

## Läte
Goliathägern yttrar ett djup och grovt läte med upp till sju toner som kan höras upp till 2 km, i engelsk litteratur återgivet "kowoorrk-kowoorrk-woorrk-work-worrk". Under spelet kan båda könen avge serier av orgellika toner som synkroniseras i duett. Hårda "arrk" hörs när den störs.

## Utbredning
Fågeln förekommer lokalt i Afrika, Irak och Iran. Den häckar också sällsynt i sydöstra Egypten, sydvästra Saudiarabien och västra Jemen. Utanför häckningstid rör den sig också sporadiskt till Indien och Sri Lanka. Tillfälligt har den påträffats i Israel, Jordanien, Oman och Syrien.

## Levnadssätt
Goliathägern återfinns i både kust- och inlandsvåtmarker, i både söt- och saltvatten. Den föredrar grunt vatten kring sjöar, floder och laguner, men ses också vid rev, mangroveträsk och vattenhål på savannen. Arten födosöker ofta på djupt vatten med flytande vegetation, på jakt huvudsakligen efter fisk, men också grodor, ödlor, ormar, gnagare, krabbor, räkor och flytande as. Den är ofta ensamlevande men har setts födosöka även i större flockar.

### Häckning
Arten häckar när regnsäsongen börjar, i vissa områden dock när som helst på året. Den häckar mestadels i par, men har setts även i små kolonier med eller utan andra arter. Boet, en plattform av kvistar och pinnar eller vass, placeras max tre meter upp i träd, låga buskar, vass, papyrus, på klippor eller på marken, helst omgivet av vatten.

## Status och hot
Arten har ett stort utbredningsområde och en stor population med stabil utveckling och tros inte vara utsatt för något substantiellt hot. Utifrån dessa kriterier kategoriserar internationella naturvårdsunionen IUCN arten som livskraftig (LC). Världspopulationen uppskattas till mellan 6.700 och 67.000 individer.

## Bilder

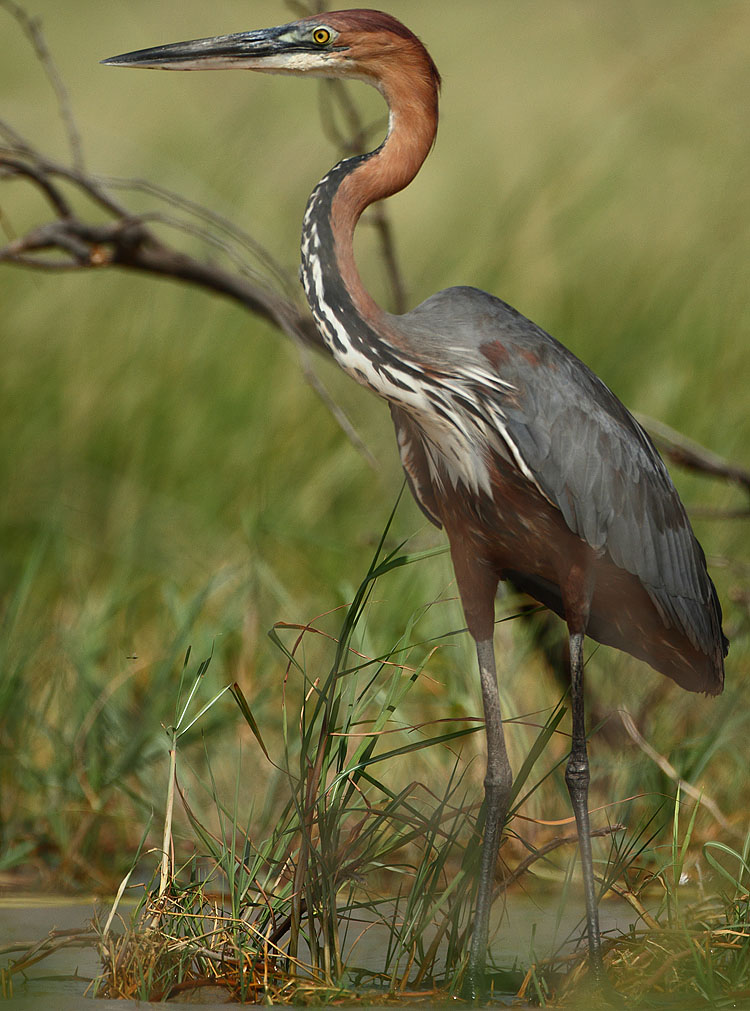
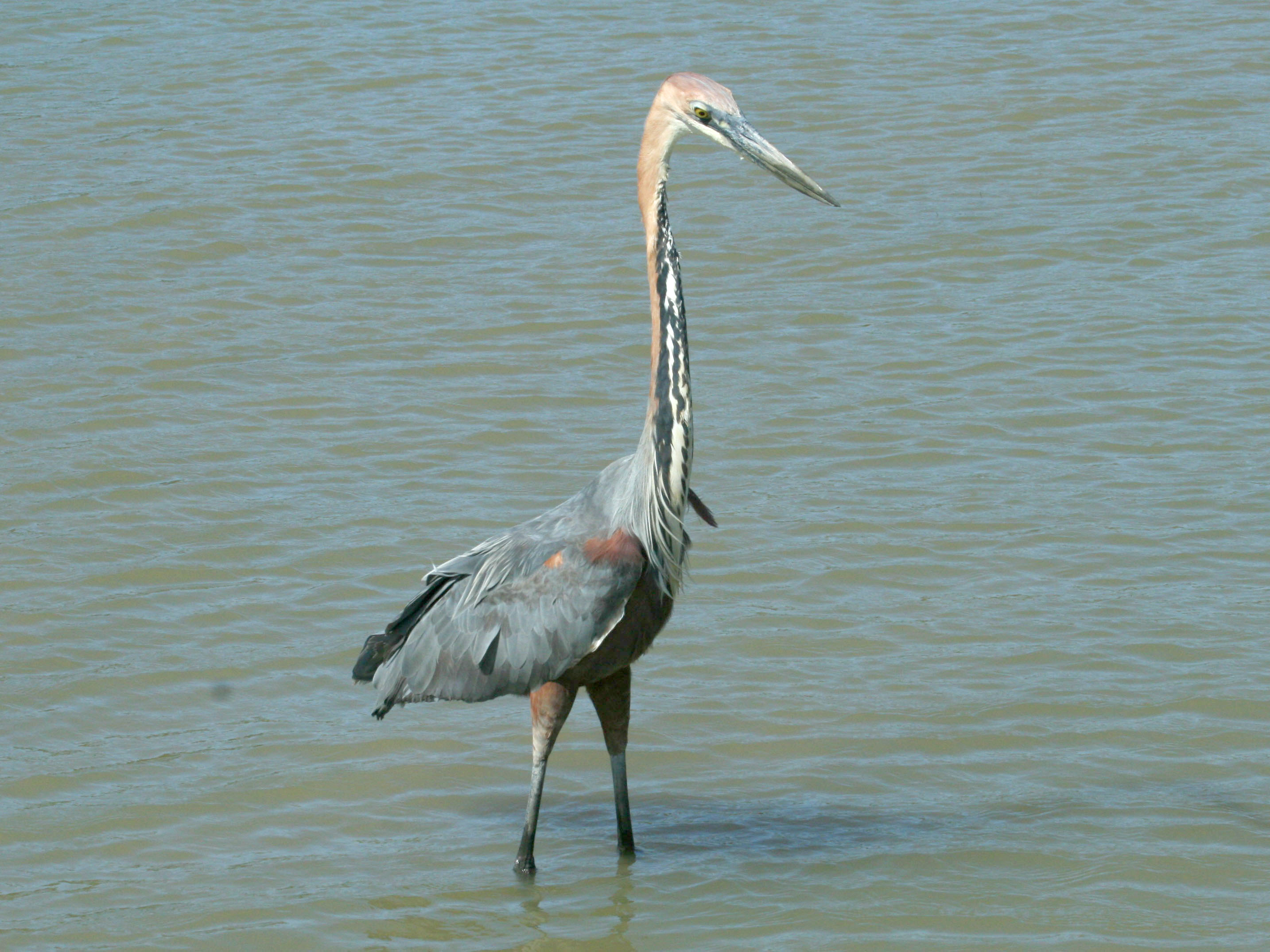
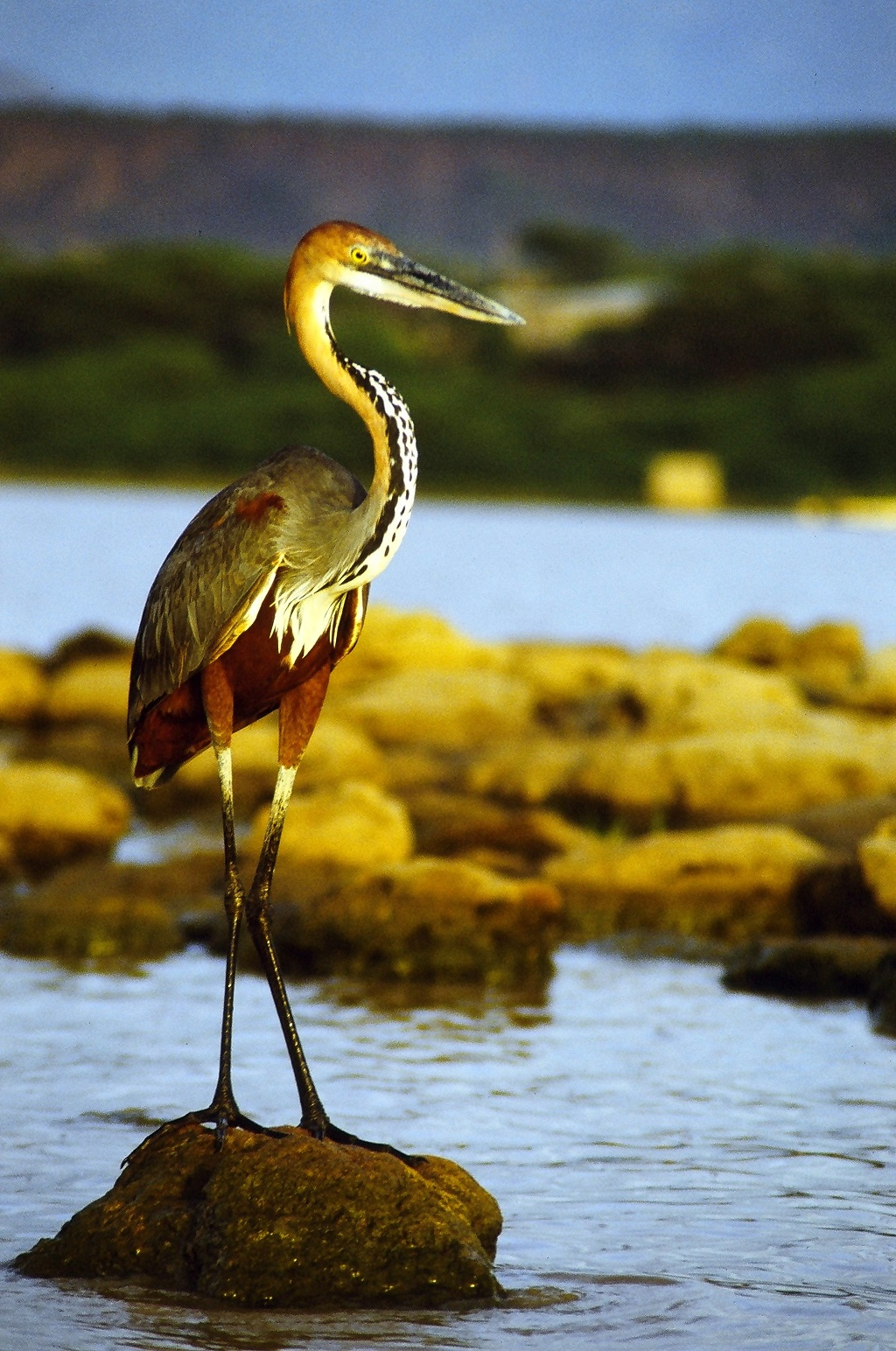
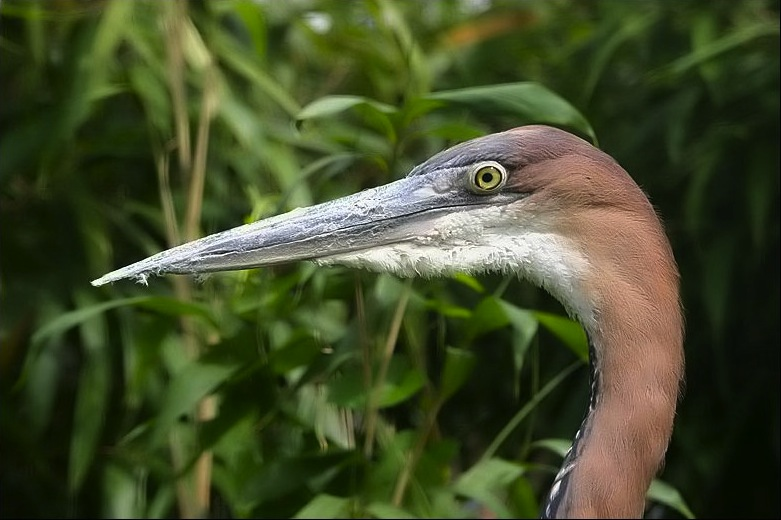
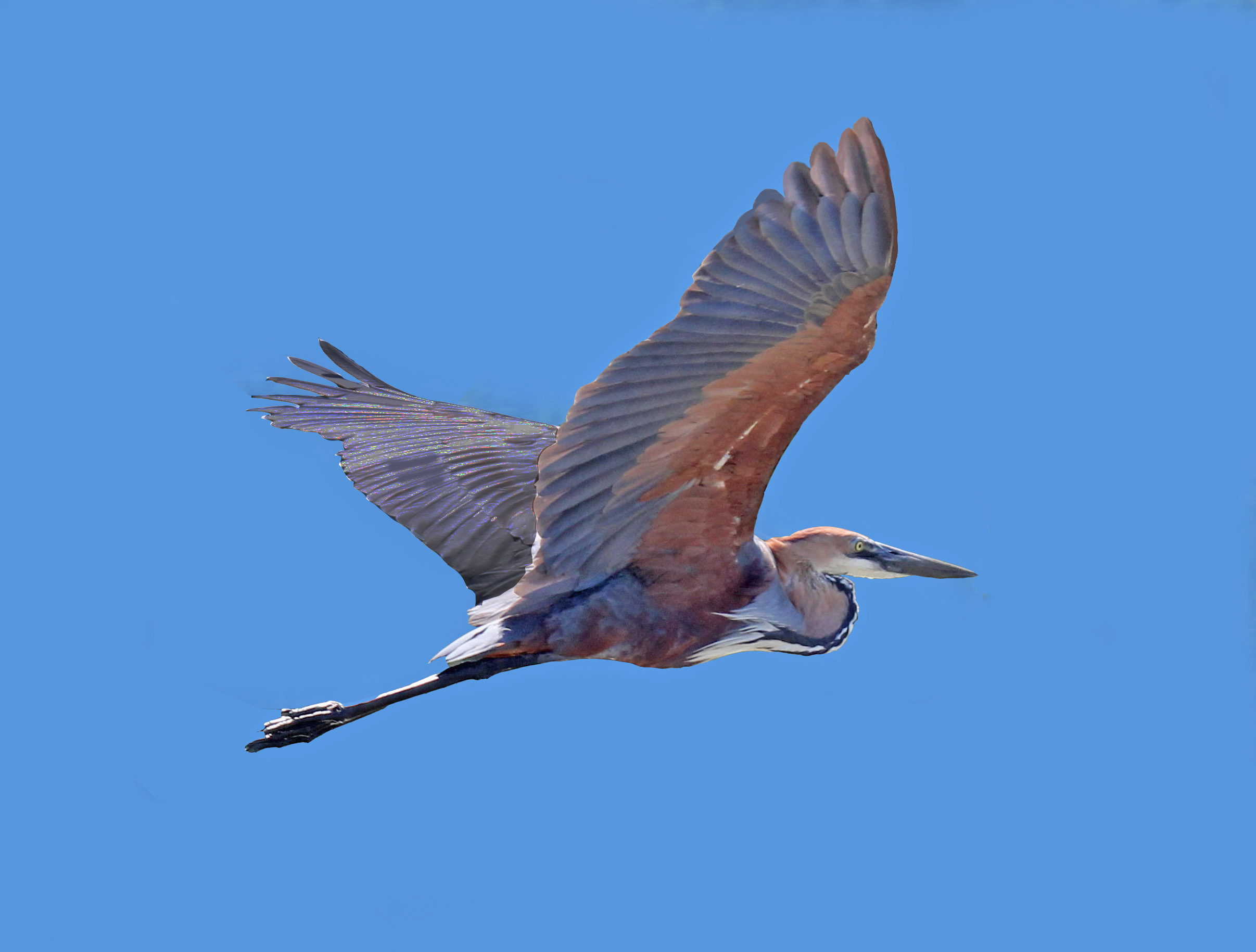
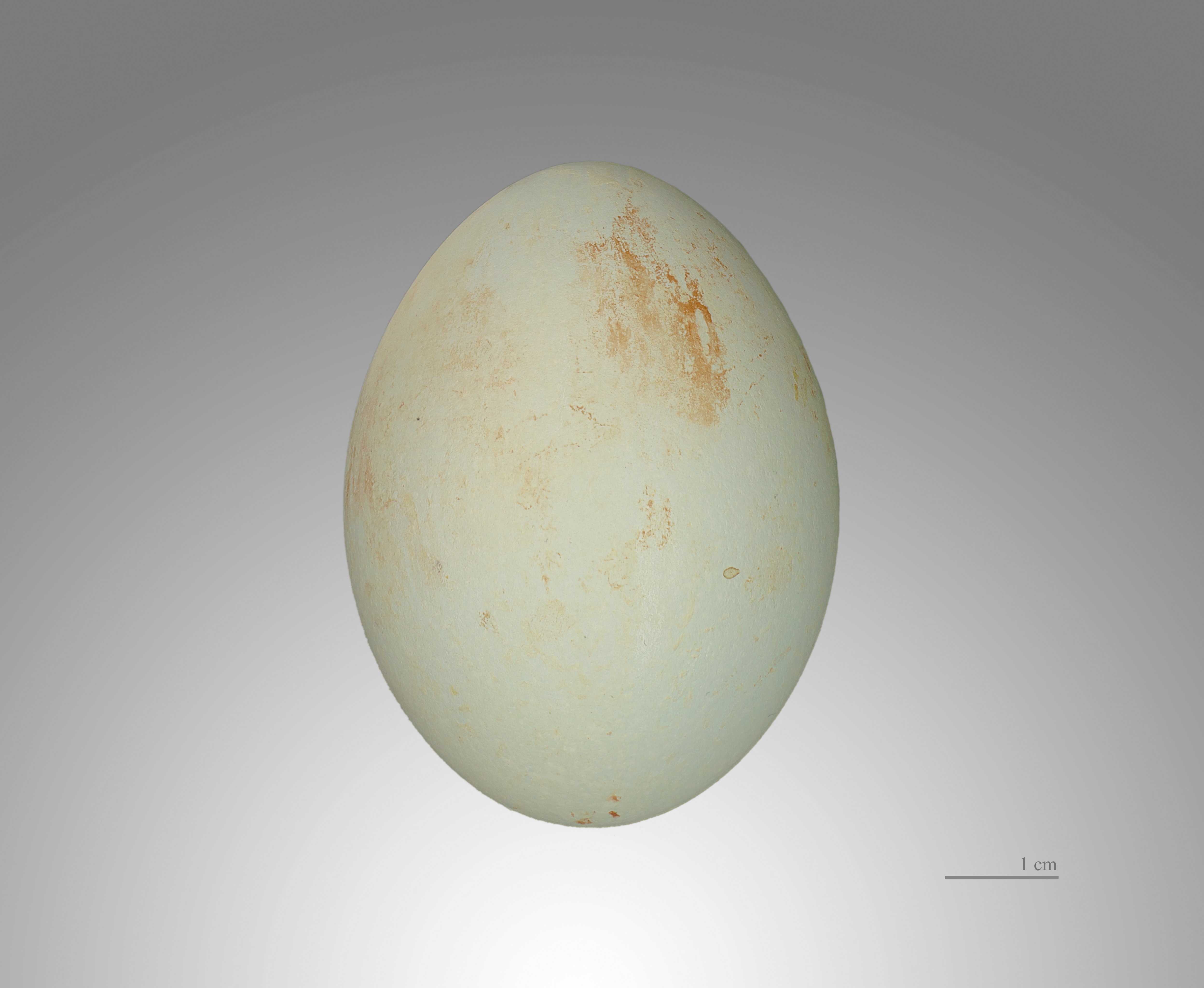